# Blucher Range
Die Blucher Range (ehemaliger Name: Blücherberge) ist eine Kalkstein-Bergkette im Neuguinea-Hochland im westlichen Papua-Neuguinea. Die Bergkette liegt im abgelegenen North Fly District der Westprovinz von Papua-Neuguinea, der sich vom Sterngebirge nach Osten erstreckt.
Das Gebirge wurde 1890 von dem britisch-schottischen Arzt und Kolonialbeamten William MacGregor entdeckt. In der Folge lag es nördlich der Grenze zwischen Deutsch-Neuguinea und dem britischen Protektorat Britisch-Neuguinea und wurde nach dem preußischen Generalfeldmarschall Gebhard Leberecht von Blücher benannt.
Einer der Berge der Kette ist der Mount Blucher (5° 34′ S, 141° 49′ O) mit 1361 Metern über dem Meeresspiegel.
Die Blucher Range erreicht eine Länge von etwa 20 km in Ost-West-Richtung und wird als „steile, schroffe Bergmasse“ beschrieben. Im Osten schließt sich die Kaaba Range an. Im Norden liegen weitere Gebirgsketten des Neuguinea-Hochlands, so etwa die Victor Emanuel Range. Richtung Süden fällt das Gelände zum Großen Papua-Plateau deutlich ab.